# 由利本荘市立新山小学校
由利本荘市立新山小学校（ゆりほんじょうしりつ しんざんしょうがっこう）は、秋田県由利本荘市にある公立小学校。

## 概要
市中心部から子吉川を挟み、新山神社や本荘中継局などがある丘の中腹にある小学校である。市内の小学校では最も児童数が多く、2018年度までは800人前後の児童がいた。
校歌は吉村比呂詩が作詞し、松本民之助が作曲した。歌は2番構成である。

## 沿革
1966年（昭和41年）に鶴舞東小学校、南内越小学校、松ヶ崎小学校深沢分校の3校を統合し、本荘市立新山小学校として開校した。開校当初は、旧新山小学校東校舎と旧南内越小学校の2校舎に分かれて授業を行った。同年8月に校舎が完成し、9月6日に入校式を行った。1979年（昭和54年）には、グラウンド脇に3階建て校舎を増築し、新たに9教室を設けた。2005年（平成17年）、本荘市とほか7町が合併して由利本荘市となり、由利本荘市立新山小学校と改称。2013年（平成25年）、北内越小学校を統合し、22人を編入した。2015年度には、コミュニティ・スクールに指定された。
校舎の老朽化に伴い、2021年（令和3年）から新校舎の建設工事が始まった。そして翌2022年9月、中庭があった場所に4階建ての普通教室棟が完成した。翌10月には、通常学級の教室と第1・第2理科室、保健室が新校舎に引っ越した。2021度は、9月までに新管理・特別教室棟が完成し、10月から使用を開始した。その後は旧低学年棟・管理棟の解体、駐車場整備、プール改修を行い、2026年（令和8年）6月に一連の工事が完了する見込みである。

### 年表
注釈の無い限りは、公式サイトより引用
- 1966年（昭和41年）旧校舎（2020年3月）

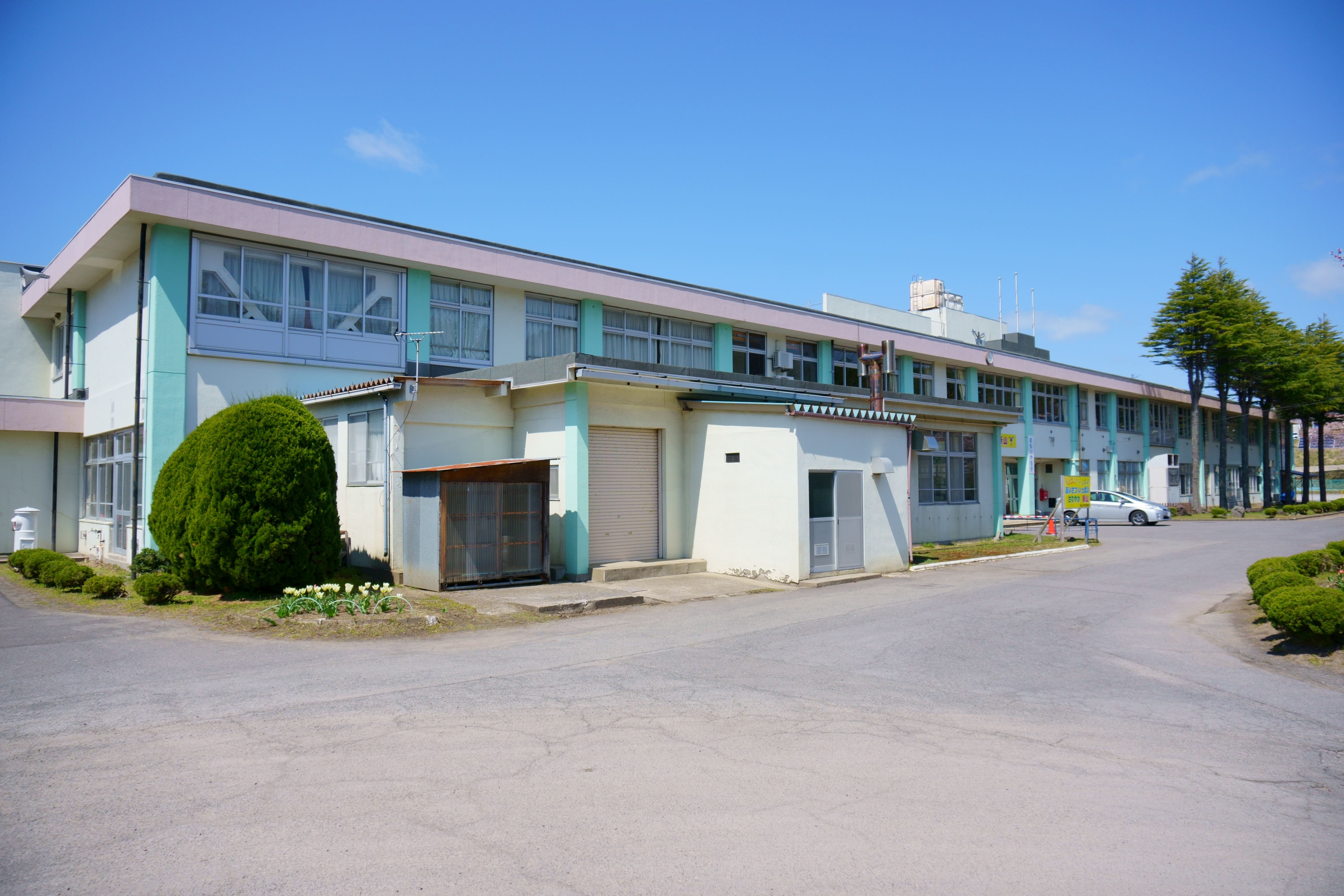
旧校舎（2020年3月）

  - 4月1日 - 学区制を敷き、本荘市立新山小学校として開校。
  - 9月6日 - 新校舎入校式を開催[注 1]。
- 1968年（昭和43年）11月9日 - 学習研究社教育賞を受賞。
- 1970年（昭和45年）
  - 8月21日 - PTA活動が文部大臣賞を受賞。
  - 11月21日 - 第7回学校放送教育賞（文部大臣賞）を受賞。
- 1971年（昭和46年）5月19日 - 秋田県緑化コンクールにて知事賞を受賞。
- 1972年（昭和47年）10月12日 - 秋田県花壇コンクールにて特別優秀賞を受賞。
- 1974年（昭和49年）11月8日 - 発明協会秋田県支部より感謝状を受領。
- 1976年（昭和51年）9月5日 - 創立10周年記念式典を開催。
- 1978年（昭和53年）
  - 3月1日 - 学校保健統計調査優良校として文部大臣賞を受賞。
  - 10月21日 - ソニー理科教育振興優良校として表彰される。
- 1980年（昭和55年）1月10日 - 3階建て校舎を増築。
- 1981年（昭和56年）10月16日 - 子ども銀行が大蔵大臣賞を受賞。
- 1982年（昭和57年）4月12日 - 創意工夫育成優秀校として、科学技術庁長官より表彰を受ける。
- 1984年（昭和59年）3月20日 - 第20回学研全国児童才能開発コンテストにて全国連合小学校長会会長賞を受賞。
- 1986年（昭和61年）
  - 6月4日 - 陸上競技大会にて3連覇を達成。
  - 9月6日 - 創立20周年記念式典を開催。
- 1991年（平成3年）3月26日 - 全日本学生児童発明工夫協会より豊田佐吉賞を受賞し、簡易プラネタリウムを設置。
- 1992年（平成4年）6月4日 - 郡市小学校陸上競技大会にて男・女・総合ともに優勝。
- 1993年（平成5年）4月25日 - 平成4年度全日本学校関係緑化コンクールに入選。その後、秋田県学校緑化コンクールで県知事賞を受賞し、全国コンクールへ進出。
- 1994年（平成6年）
  - 4月18日 - 創意工夫育成功労学校として、科学技術庁長官の表彰を受ける。
  - 8月22日 - 郡市小学校水泳大会にて総合4連覇を達成。県大会では総合優勝となる。
- 1995年（平成7年）
  - 2月14日 - ふるさと教育で県教育奨励賞を受賞。
  - 8月22日 - 郡市小学校水泳大会にて総合5連覇を達成。県大会では男子総合優勝となる。
- 1996年（平成8年）9月6日 - 創立30周年記念式典を開催。
- 1997年（平成9年）
  - 7月27日 - 日本水泳連盟より平成8年度学童水泳優秀校として表彰される。
  - 11月10日 - 2カ年計画の大規模改造工事が竣工。
- 1998年（平成10年）
  - 6月20日 - 「気づきの清掃」を開始。
  - 10月1日 - パソコンルームを設置。
- 2000年（平成12年）
  - 4月20日 - 子ども銀行を廃止。
  - 6月9日 - スクールカウンセラーを配置。
- 2003年（平成15年）
  - 9月14日 - 吹奏楽コンクール東北大会で金賞を受賞。
  - 11月16日 - PTAが文部科学大臣賞を受賞。
- 2005年（平成17年）
  - 3月22日 - 由利本荘市誕生に伴い、由利本荘市立新山小学校と改称。
  - 4月1日 - 3学期制から2学期制に移行。
- 2006年（平成18年） 
  - 9月5日 - 創立40周年記念「お祝いする集会」開催。
  - 10月3日 - 航空記念撮影を行う。
- 2007年（平成19年）
  - 4月1日 - 「人権の花」運動推進校に指定。
  - 9月5日 - 学校関係緑化コンクールにて県教育長賞を受賞。
- 2008年（平成20年）9月5日 - 学校関係緑化コンクールにて県知事賞を受賞。
- 2009年（平成21年）
  - 3月26日 - 全日本緑化コンクールにて国土緑化推進機構理事長賞を受賞。
  - 8月13日 - 全日本学童野球大会で準々決勝に進出（ベスト8）。
- 2010年（平成22年）
  - 4月1日 - 体育館解体・新体育館建築工事を開始。
  - 9月 - 吹奏楽コンクール県大会で金賞を受賞し、東北大会に5年連続で出場。
  - 11月7日 - NHK杯水泳で3連覇を達成。
- 2011年（平成23年）
  - 1月7日 - 女子バスケットボールが全県優勝。
  - 2月28日 - 新体育館を落成。
  - 8月13日 - 全日本学童野球大会で準々決勝に進出（ベスト8）。
  - 8月24日 - 学校関係緑化コンクールにて県教育長賞を受賞。
- 2012年（平成24年）6月25日 - ベルマークプレゼント北海道東北ブロックで2位となる。
- 2013年（平成25年）
  - 4月1日 - 北内越小学校を統合し、児童22人を編入。
  - 9月2日 - 緑化コンクールにて県教育長賞を受賞。
- 2014年（平成26年）
  - 2月7日 - 青少年読書感想文全国コンクールにて学校賞を受賞。
  - 6月29日 - 秋田県少年少女陸上競技大会男子4×100ｍリレーで優勝し、全国大会へ出場。
  - 9月1日 - 学校関係緑化コンクールにて県知事賞を受賞。
- 2015年（平成27年）4月1日 - 「いのちの教育あったかエリア」に指定。
- 2016年（平成28年）
  - 9月30日 - 創立50周年記念式典挙行。
  - 11月1日 - 本荘北中学校と歌声交流会を開催する[5]。
- 2022年（令和4年）10月18日 - 新校舎完成セレモニー開催[6][7]。
- 2024年（令和6年）11月1日 - 「新校舎完成をよろこぶ会」開催[8][9]。

## 児童数・学級数
| 年度                      | 男子 | 女子 | 計    | 増減 | 学級数 | 増減 | 備考           | 出典          |
| ------------------------- | ---- | ---- | ----- | ---- | ------ | ---- | -------------- | ------------- |
| 1966（昭和41）年度        | 不明 | 不明 | 1,109 |      | 30     |      | 開校           | [ 11 ]        |
| 1967（昭和42）年度        | 不明 | 不明 | 1,105 | -4   | 29     | -1   |                | [ 12 ]        |
| 1968（昭和43）年度        | 不明 | 不明 | 1,082 | -23  | 29     | 0    |                | [ 13 ]        |
| 1969（昭和44）年度        | 不明 | 不明 | 1,080 | -2   | 29     | 0    |                | [ 14 ]        |
| 1970（昭和45）年度        | 不明 | 不明 | 1,081 | +1   | 29     | 0    |                | [ 15 ]        |
| 1971（昭和46）年度        | 不明 | 不明 | 1,092 | +11  | 29     | 0    |                | [ 16 ]        |
| 1972（昭和47）年度        | 不明 | 不明 | 1,117 | +15  | 30     | +1   |                | [ 17 ]        |
| 1973（昭和48）年度        | 不明 | 不明 | 1,147 | +30  | 30     | 0    |                | [ 18 ]        |
| 1974（昭和49）年度        | 不明 | 不明 | 1,168 | +21  | 32     | +2   |                | [ 19 ]        |
| 1975（昭和50）年度        | 不明 | 不明 | 1,169 | +1   | 32     | 0    |                | [ 20 ] [ 21 ] |
| 1976（昭和51）年度        | 不明 | 不明 | 1,232 | +63  | 32     | 0    | 開校10周年     | [ 22 ] [ 23 ] |
| 1977（昭和52）年度        | 不明 | 不明 | 1,194 | -38  | 32     | 0    |                | [ 24 ]        |
| 1978（昭和53）年度        | 不明 | 不明 | 1,192 | -2   | 32     | 0    |                | [ 25 ] [ 26 ] |
| 1979（昭和54）年度        | 不明 | 不明 | 1,242 | +50  | 34     | +2   |                | [ 27 ] [ 28 ] |
| 1980（昭和55）年度        | 不明 | 不明 | 1,300 | +58  | 不明   | 不明 |                | [ 29 ]        |
| 1981（昭和56）年度        | 不明 | 不明 | 1,337 | +377 | 44     |      |                | [ 30 ] [ 31 ] |
| 1982（昭和57）年度        | 不明 | 不明 | 1,360 | +23  | 36     | -8   |                | [ 32 ] [ 33 ] |
| 1983（昭和58）年度        | 不明 | 不明 | 1,407 | +47  | 36     | 0    |                | [ 34 ] [ 35 ] |
| 1984（昭和59）年度        | 不明 | 不明 | 1,461 | +54  | 38     | +2   |                | [ 36 ] [ 37 ] |
| 1985（昭和60）年度        | 不明 | 不明 | 1,439 | -22  | 36     | -2   |                | [ 38 ]        |
| 1999（平成11）年度        | 不明 | 不明 | 941   | -498 | 28     |      |                | [ 39 ]        |
| 2000（平成12）年度        | 不明 | 不明 | 933   | -8   | 27     | -1   |                | [ 40 ]        |
| 2001（平成13）年度        | 488  | 460  | 948   | +15  | 30     | +2   |                | [ 41 ]        |
| 2002（平成14）年度        | 477  | 425  | 902   | -46  | 29     | -1   |                | [ 42 ]        |
| 2003（平成15）年度        | 481  | 412  | 893   | -9   | 29     | 0    |                | [ 43 ]        |
| 2004（平成16）年度        | 479  | 419  | 898   | +5   | 29     | 0    |                | [ 44 ]        |
| 2005（平成17）年度        | 460  | 440  | 900   | +2   | 29     | 0    | 由利本荘市誕生 | [ 45 ]        |
| 2006（平成18）年度        | 459  | 454  | 913   | +13  | 30     | +1   | 創立40周年     | [ 46 ]        |
| 2007（平成19）年度        | 434  | 454  | 888   | -25  | 30     | 0    |                | [ 47 ]        |
| 2008（平成20）年度        | 424  | 456  | 880   | -8   | 27     | -3   |                | [ 48 ]        |
| 2009（平成21）年度        | 414  | 446  | 860   | -20  | 27     | 0    |                | [ 49 ]        |
| 2010（平成22）年度        | 413  | 444  | 857   | -3   | 28     | +1   |                | [ 50 ]        |
| 2011（平成23）年度        | 420  | 414  | 834   | -23  | 28     | 0    |                | [ 51 ]        |
| 2012（平成24）年度        | 397  | 388  | 785   | -69  | 29     | +1   |                | [ 52 ]        |
| 2013（平成25）年度        | 405  | 390  | 795   | +10  | 29     | 0    |                | [ 53 ]        |
| 2014（平成26）年度        | 400  | 385  | 785   | -10  | 29     | 0    |                | [ 54 ]        |
| 2015（平成27）年度        | 407  | 386  | 793   | +8   | 29     | 0    |                | [ 55 ]        |
| 2016（平成28）年度        | 414  | 386  | 800   | +7   | 30     | +1   | 創立50周年     | [ 56 ]        |
| 2017（平成29）年度        | 415  | 385  | 800   | 0    | 31     | +1   |                | [ 57 ]        |
| 2018（平成30）年度        | 415  | 387  | 802   | +2   | 31     | 0    |                | [ 58 ]        |
| 2019（平成31/令和元）年度 | 405  | 386  | 791   | -9   | 30     | -1   |                | [ 59 ]        |
| 2020（令和2）年度         | 386  | 374  | 760   | -31  | 31     | +1   |                | [ 60 ]        |
| 2021（令和3）年度         | 373  | 341  | 714   | -46  | 30     | -1   |                | [ 61 ]        |
| 2022（令和4）年度         | 374  | 311  | 685   | -29  | 28     | -2   |                | [ 62 ]        |
| 2023（令和5）年度         | 343  | 297  | 640   | -45  | 24     | -4   |                | [ 63 ]        |
| 2024（令和6）年度         | 335  | 275  | 610   | -30  | 24     | 0    | 新校舎落成     | [ 64 ]        |
| 2025（令和7）年度         | 337  | 249  | 587   | -23  | 23     | -1   |                | [ 65 ]        |

## 学区
本荘地域北部を学区とする。
- 石脇今町、石脇上町、石脇中町、石脇新町、上の山、東新山町、長老沼、雇用促進住宅新山宿舎、石脇三軒町、石脇緑町、竜巻一区、竜巻中央町、末広町、新山町、松美町、田尻町、浜松町、住吉町、雇用促進住宅石脇宿舎、松涛町、若葉町、赤町、新治町、浜三川、深沢（本荘地域）、川口（本荘地域）、谷地、土谷、柴野、横山、長者屋敷、福田、山田、畑谷、大浦、砂子、内黒瀬、内越、赤田[66]

## 進学先の中学校
- 由利本荘市立本荘北中学校（石脇字山ノ神）[66]

## アクセス

### バス
- 「新山小学校入口」バス停（羽後交通）から徒歩で約6分

## 周辺
- 由利本荘市立本荘北中学校
- 秋田アスレティッククラブ本荘校
- 石脇北保育園

## 著名な出身者
- バリトン伊藤 - タレント・ラジオパーソナリティ[67]74年卒
- 仁部智 - プロ野球選手[68]93年卒
- 加藤夏希 - 女優・モデル・タレント[67]98年卒
- 渡部秀 - 俳優[67]04年卒
- 小野祐佳 - カヌー選手